# Sidia Instituto de Ciência e Tecnologia
O Sidia Instituto de Ciência e Tecnologia é um instituto de pesquisa, desenvolvimento e tecnologia sediado na cidade de Manaus, capital do estado do Amazonas. Atua na criação de soluções digitais para o mercado global. É considerado como um dos maiores institutos de ciência e tecnologia do Brasil.
Atua nas áreas de pesquisa e desenvolvimento de software para dispositivos móveis, experiência e jogos de realidade virtual, aumentada e mista, desenvolvimento e aplicação de testes de software, bem como certificações, inclusive de consumo de energia.

## História

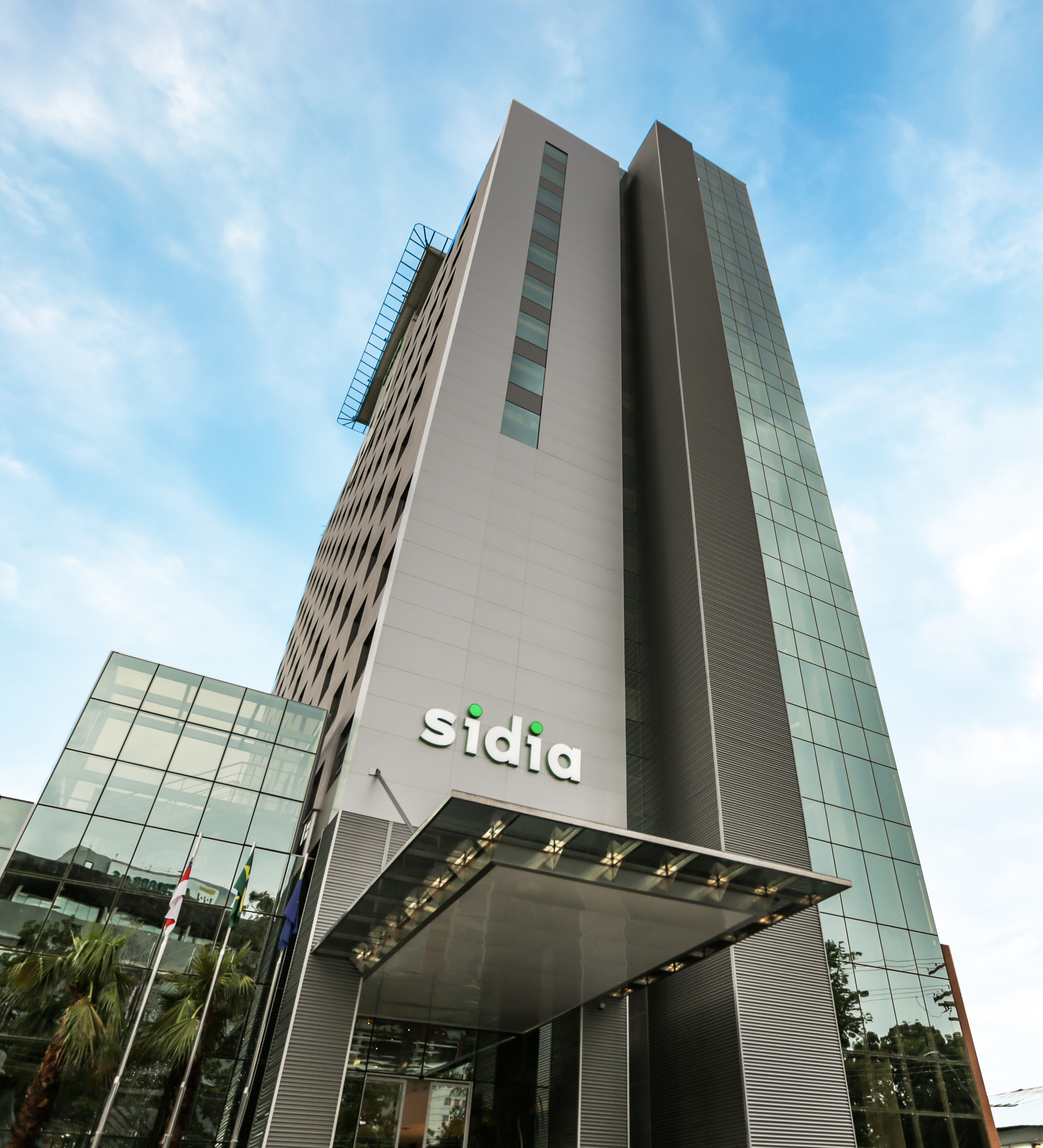
Sidia Amazon Tower em Manaus.

O Sidia é credenciado pelo Ministério da Ciência, Tecnologia e Inovação e pela Superintendência da Zona Franca de Manaus (SUFRAMA) para desenvolver e gerir projetos e recursos no âmbito da Lei de Informática e outras leis de incentivo.
O Sidia foi fundado em Manaus pela Samsung em 27 outubro de 2003, com recursos de incentivos da Lei de Informática. Atualmente é independente da Samsung e recebe financiamento de serviços prestados aos clientes e dos benefícios de isenções fiscais estabelecidos por lei e capital privado. O Sidia também conta com um escritório em São Paulo e alguns postos de trabalho espalhados pelo Brasil.
Em 2019, o Laboratório de Medições Elétricas (Labenc), pertencente ao Sidia, foi reconhecido pelo ISO/IEC 17025, que é responsável pela validação de valores de consumo energético informado pelos fabricantes. Com isso, o local é o único das regiões Norte e Nordeste a contar com esse importante reconhecimento.